# Zhaozhou
Zhaozhou Cōngshěn (趙州從諗, (xinès); Joshu Jushin, (japonès)) (778-897), va ser un monjo budista Chán (Zen) que és especialment conegut per les seves frases paradoxals i koans.
Zhaozhou es va ordenar com monjo monjo a una edat primerenca. A l'edat de 18 anys, va conèixer a Nanquan Pǔyuàn (南泉 普 愿, (xinès); Fuguen Nansen, (japonès)) (748-835), successor de Mǎzǔ Dàoyī (Baso Do-itsu, (japonès)) (709-788), i, finalment, va rebre el Dharma d'ell. Quan Nanquan Zhaozhou li va preguntar el koan "Què és el Camí?", els dos van tenir un diàleg del que Zhaozhou va assolir la il·luminació. Zhaozhou va continuar practicant amb Nanquan fins a la mort d'aquest últim.
Posteriorment, Zhaozhou va començar a viatjar a través de la Xina. Visitant els destacats mestres Chan de l'època abans que finalment, a l'edat de vuitanta anys, va establir-se a Guānyīnyuàn (観 音 院, (xinès)), un temple en ruïnes al nord de la Xina Allí va ensenyar un petit grup de monjos durant 40 anys.
Zhaozhou de vegades és referenciat com el més gran mestre Chan, de la dinastia Tang de la Xina en un moment en què la seva hegemonia s'estava desintegrant a mesura que els governadors militars regionals (jiédùshǐ) van començar a afirmar el seu poder. El llinatge de Zhaozhou es va extingir ràpidament a causa de les moltes guerres i freqüents purgues del budisme a la Xina en aquest moment, i no pot ser documentat més enllà de l'any 1000.
Molts koans, tant en el llibre Gravar Blue Cliff com en  La porta sense porta van ser contribuïts per Zhaozhou. El primer conté dotze koans atribuïts a Zhaozhou i el segon en conté cinc. Zhaozhou és probablement conegut pel koan la porta sense porta:
| « | Un monjo va preguntar a Chao-chou: "Té el gos naturalesa de Buda o no?" Chao-chou va respondre: " Mu." | » |